# Die keusche Susanne
Die keusche Susanne (La Chaste Suzanne) est un film muet allemand réalisé par Richard Eichberg, sorti en 1926. Il est basé sur l'opérette Die keusche Susanne composée par Jean Gilbert sur un livret de Georg Okonkowski. Il fut distribué au Royaume-Uni sous le titre de The Girl in the Taxi, qui était aussi celui de l'adaptation anglaise de l'opérette : The Girl in the Taxi (en)

## Synopsis
Inconnu.

## Fiche technique
- Titre : Die keusche Susanne
- Titre anglais : The Girl in the Taxi
- Réalisation : Richard Eichberg
- Scénario : Hans Stürm d'après l'opérette La Chaste Suzanne de Jean Gilbert et la pièce Le Fils à papa, d'Antony Mars et Maurice Desvallières[1]
- Cinématographie : Heinrich Gärtner
- Direction artistique : Jacek Rotmil
- Musique : Giuseppe Becce
- Pays de production : Allemagne  République de Weimar
- Lieux de tournage : Studioaufnahmen: Jofa-Atelier, Berlin-Johannisthal
- Production : Richard Eichberg Film
- Distribution :UFA
- Durée : 6 actes, 2 439 mètres
- Format : Noir et blanc - 1,33:1 - muet
- Dates de sortie : Allemagne  République de Weimar : 11 novembre 1926 au Ufa-Palast am Zoo

## Distribution
- Wilhelm Bendow
- Sascha Bragowa
- Willy Fritsch
- Werner Fuetterer
- Jean Gilbert
- Lilian Harvey
- Ernst Hofmann
- Hans Junkermann (acteur)
- Albert Paulig
- Lydia Potechina
- Otto Wallburg
- Hans Wassmann
- Ruth Weyher